# Залютье (Дубечненская сельская община)
Залютье (укр. Залюття) — село в Дубечненской сельской общине Ковельского района Волынской области Украины.
Код КОАТУУ — 0725081302. Население по переписи 2001 года составляет 481 человек. Почтовый индекс — 44412. Телефонный код — 3346. Занимает площадь 2,012 км².

## История
По легенде пан, который жил в селе Крымно, высылал непокорных крестьян жить в болотистые места за реку Лють, отчего и пошло название. Исторических сведений о селе никаких нет.
Основным украшением села является храм Преподобного Сергия Радонежского, который построен на пожертвования и средства прихожан в 1991 году.
До 2020 года входило в Старовыжевский район.

## Известные уроженцы
Хотя долгое время здесь не было церкви и даже своего кладбища, село примечательно большим количеством уроженцев, ставших клириками Русской православной церкви.
- епископ Нафанаил (Крикота);
- архимандрит Савва (Базюк) — преподаватель ПДС.
- игумен Фотий (Бегаль) — настоятель Валаамського подворья;
- игумен Роман (Скакун) — благочинный в Житомирской епархии;
- иеромонах Амфилохий (Бовкуш) — насельник Почаевской лавры;
- протоиерей Димитрий Юхимук — настоятель храма в пгт Старая Вижва;
- протоиерей Николай Крикота — настоятель храма в Мытищах Московской области
- иерей Валентин Крикота — клирик РПЦ;
- иерей Серафим Симонович — клирик Волинской епархии;
- протоиерей Леонид Бирук, настоятель храма преп. Иова Почаевского в селе Смоляры,
- игумения Стефана (Бандура) — настоятельница Свято-Успенского Святогорского Зимненского монастыря;

В селе родился Иван Власюк (1908—1991), бродячий певец и лирник, последний задокументированный носитель данной традиции. Записи его 16-ти песен были сделаны в конце 1960-х годов этнографом Алексеем Ошуркевичем.